# 葛西清胤
葛西 清胤（かさい きよたね）は、江戸時代の武士。仙台藩重臣。安永2年（1773年）に仙台藩で発生した政変・安永疑獄の中心人物。

## 生涯
元文3年（1738年）、仙台藩準一家・葛西清香の嫡男として生まれる。幼名は久三郎。
仙台藩準一家・葛西氏は葛西晴信の末弟・胤重を祖とし、寛永4年（1627年）に胤重の孫・俊信が桃生郡相野谷（現：石巻市相野谷）を拝領。俊信の跡を継いだ甥の重常が承応3年（1654年）に飯野川の町場（のちの河北地区中心部）を開いた。清胤は重常の玄孫である。
寛保3年（1744年）11月19日、父の死去にともない家督を相続。宝暦4年（1754年）に一門・涌谷伊達村胤の養女・順姫（村胤の姪）と結婚。
明和7年（1770年）に若年寄に就任する。
この当時、仙台藩は宝暦の大飢饉以来の相次ぐ凶作と、藩主・伊達重村の猟官運動によって財政危機に瀕していた。清胤はこの状況を打破するためには、現任の奉行職（他藩の家老に相当）を一掃して人事を刷新すべきであると考えるようになり、安永元年（1772年）頃から川島行信（武頭・着坐）・遠藤善信（元奉行・宿老）・菅野専伴（目付）・河田茂頼ら数十人の同志を集めて謀議を重ねた。この清胤の考えに同調したのが一門・岩谷堂伊達村富で、弟の鮎貝盛辰（一家筆頭・正室は清胤の姪）と共に計画に参加。村富は同じく一門の登米伊達村良と亘理伊達村好に参加を求め、村良には拒否されたが村好の協力を取り付けた。
こうして安永2年（1773年）3月5日、仙台城下の亘理伊達氏屋敷に奉行衆五人（松岡時義・芝多信憲・大内義門・大町朗頼・後藤寿康）を呼び出し、村富・村好が尋問を行った。この時、清胤は遠藤善信と共に尋問の場に同席している。尋問を終えた村富・村好は直ちに登城して重村に奉行衆の更迭を要求し、8日には松岡を除く四人が奉行職罷免のうえ蟄居に処された。しかし、12日に計画への参加を拒んでいた村良が仙台に上り、事件の再審査を請求したことで事態は一変する。重村の命令を受けた荒井盛従による清胤ら計画参加者への取調べが開始され、その結果、一転して今回の件は清胤らが自身の出世・昇進を狙って企てた陰謀と結論付けられた（安永疑獄）。
閏3月11日、事件の主犯とされた清胤は改易され、岩沼の古内氏に永預となった。妻の順姫は実家に戻され、天明4年（1784年）1月16日に涌谷で病死している。その後、清胤は名を清興と改め、寛政元年（1794年）4月に佐沼の亘理氏への預先変更を経て、寛政6年（1794年）11月23日、赦免された。
文化4年（1807年）6月16日死去。享年70。飯野川にある葛西家の菩提寺・源光寺に葬られた。文化13年（1816年）に長男・清常が蔵米50俵を以て御家再興を許されている。

## 系譜
- 父：葛西清香

- 正室：順姫（尚子。涌谷伊達村盛の娘、涌谷伊達村胤養女）
  - 葛西清常（久三郎・俊清） - 長男
  - 葛西清好（繁之助） - 二男
  - 葛西清泉（桃之進） - 三男

```
　　　　　　　　　　　　　　　　　┏伊達村富
　　　　　　　　　　　　伊達村望━┫
　　　　　　　　　　　　　　　　　┗鮎貝盛辰
　　　　　　　　　　　　鮎貝盛益　　　┃
　　　　　　　　　　　　　┣━━━━女子
　　　　　　　　　　　┏女子
　　　　　　葛西清香━┫　　　　　┏葛西清常
　　　　　　　　　　　┗葛西清胤　┃
　　　　　　　　　　　　　┣━━━╋葛西清好
　　　　　┏伊達村盛━━順姫　　　┃
伊達村定━┫　　　　　　　　　　　┗葛西清泉
　　　　　┗伊達村胤

```